# Renovación Española (revista)
Renovación Española fue una revista editada en Madrid a lo largo de 1918.
De posicionamiento germanófilo en el contexto de la Gran Guerra, su publicación finalizaría aproximadamente con la retirada alemana de la contienda. En ella colaboraron autores como Eloy Luis André, Eugenio d'Ors, Jacinto Benavente, Pío Baroja, Julio Cejador y Frauca, Emilia Pardo Bazán, Concha Espina, José María Salaverría, Rafael Salillas o Margarita Nelken, entre otros. Fue criticada por el filósofo Miguel de Unamuno a través de un artículo publicado en La Lucha, ya antes de aparecer la revista, en un análisis de su prospecto. Su primer número se publicó el 29 de enero y el último el 3 de noviembre.